# Sentier de grande randonnée 3
Le sentier de grande randonnée 3 (GR 3) est le premier chemin de grande randonnée balisé en France et il prend le nom la Loire sauvage à pied. Les débuts de sa réalisation remontent à 1947, année de la création de la Fédération française de la randonnée pédestre. Les premiers tronçons ont été balisés autour d’Orléans. Le chemin ne sera finalisé sous le nom GR 3 qu’en 1983 ; entre-temps, autour de la capitale d’autres chemins balisés avaient vu le jour : la ceinture verte d’Île-de-France et l’itinéraire longeant le cours de la Seine et traversant Paris ; les numéros 1 et 2 leur furent respectivement attribués.
Aujourd’hui, le sentier suit la vallée de la Loire dans son intégralité, du mont Gerbier-de-Jonc à La Baule, ou dans le sens contraire, sur une distance de 1 243 km. Le GR 3 passe par Nantes, Saumur, Chambord, Orléans, Gien, Nevers, les monts du Forez et Le Puy-en-Velay. Traditionnellement, le départ se fait de la porte Saint-Michel à Guérande, mais récemment, le GR a été prolongé jusqu’à La Baule à travers les marais salants.

## Itinéraire

### Dans laLoire-Atlantique
| Picto | Localité ou site ———– Distance    | Altitude |  | Description |
|       |                                   |          |  | |
|       | La Baule 16 095 hab.              | 28 m     |  | Station balnéaire de la Côte d'Amour, La Baule s'enorgueillit du titre de « plus belle plage d’Europe », longue de presque 7 km. Phare de la Banche, construit en 1865 au large de La Baule sur un plateau rocheux, inaccessible au visiteur. D'une hauteur générale de 30 m, et entièrement automatisé. Ville fleurie fleurs |
|       | 8,3 km                            |          |  | |
|       |                                   |          |  | |
|       | Guérande 15 226 hab.              | 31 m     |  | Le traict et les marais salants de Guérande sont intégrés au réseau Natura 2000 et ont été désignés comme Zone spéciale de conservation (ZSC). Départ traditionnel (porte Saint-Michel) Départ (ou arrivée) du GR 39 menant au Mont-Saint-Michel                                                                              |
|       | 58,0 km                           |          |  | |
|       |                                   |          |  | |
|       | Savenay 6 899 hab.                | 43 m     |  | Moulin à vent de la Pâquelais inscrit MH |
|       | 35,5 km                           |          |  | |
|       |                                   |          |  | |
|       | La Chapelle-sur-Erdre 16 660 hab. | 29 m     |  | Ancien site gallo-romain • Nombreux manoirs et châteaux |
|       | 36,6 km                           |          |  | |
|       |                                   |          |  | |
|       | Ancenis 7 407 hab.                | 23 m     |  | Château XVe siècle-?XVIIIe siècle. (en partie ruiné et désaffecté) Remparts ? Église Saint-Pierre XVe siècle-?XVIe siècle. Pont suspendu enjambant la Loire Musée d'Art et d'Histoire Dolmen de la Pierre Couvretière, monument classé. Des fouilles en 1973 ont livré un matériel archéologique abondant.                    |
|       | 27,9 km                           |          |  | |

### EnMaine-et-Loire
| Picto | Localité ou site ———– Distance    | Altitude |  | Description |  |
|       |                                   |          |  | |  |
|       | Saint-Florent-le-Vieil 2 809 hab. |          |  | Abbaye de Saint-Florent-le-Vieil |  |
|       | +-20 km                           |          |  | |  |
|       | La Pommeraye 4 001 hab.           | 93 m     |  | Polyptyque de huit panneaux Moulin à eau de Bêne |  |
|       | +-15 km                           |          |  | |  |
|       |                                   |          |  | |  |
|       | Chalonnes-sur-Loire 5 971 hab.    | 55 m     |  | Lenin Café, musée guinguette décoré à la gloire de Lénine |  |
|       | 23,5 km                           |          |  | |  |
|       |                                   |          |  | |  |
|       | Les Ponts-de-Cé 11 440 hab.       | 26 m     |  | Château XIIIe siècle-?XVe siècles. avec donjon à mâchicoulis classé MH Manoir du Rivet XVe siècle. portail à tourelles et chapelle inscrits MH |  |
|       | 26,9 km                           |          |  | |  |
|       |                                   |          |  | |  |
|       | Gennes 1 952 hab.                 | 60 m     |  | Nombreux dolmens et autres mégalithes Amphithéâtre gallo-romain |  |
|       | 16,4 km                           |          |  | |  |
|       |                                   |          |  | |  |
|       | Saumur 28 654 hab.                | 58 m     |  | Château de Saumur XIe siècle-XVIe siècle. classé MH Ancienne forteresse surplombant la vallée de la Loire, reconvertie en musée. Dolmen de Bagneux : le plus grand des monuments mégalithiques de France, chambre funéraire de 18 m, longueur hors tout de 23 m. Église Notre-Dame-de-Nantilly XIIe siècle-XVe siècle. classée MH Musée du Cheval • Musée des Blindés • Musée du Champignon • Musée Pierres et Lumières Ville fleurie fleurs |  |
|       | 28,2 km                           |          |  | |  |

### EnIndre-et-Loire
| Picto | Localité ou site ———– Distance | Altitude |  | Description |
|       |                                |          |  | |
|       | Chinon 8 256 hab.              | 70 m     |  | Ville d'art et d'histoire Forteresse royale de Chinon classé MH Tour de l'horloge classé MH Église Saint-Maurice classé MH Église Saint-Étienne classé MH Collégiale Saint-Mexme classé MH Chapelle troglodytique Sainte-Radegonde classé MH Ville-fort et rue Haute Saint-Maurice (nombreux monuments historiques) classé MH Vignoble : AOC Chinon Foire au vins de Chinon. 3e samedi d'avril Musée du Carroi (musée d'art et d'histoire) |
|       | 27 km                          |          |  | |
|       |                                |          |  | |
|       | Azay-le-Rideau 3 337 hab.      | 69 m     |  | Château d'Azay-le-Rideau classé MH Image ? Musée Maurice-Dufresne |
|       | 30,0 km                        |          |  | |
|       |                                |          |  | |
|       | Tours 136 942 hab.             | 77 m     |  | Ville d'art et d'histoire Cathédrale Saint-Gatien classée MH Basilique Saint-Martin Abbaye de Marmoutier Pont Wilson XVIIIe siècle. classé MH Image ? Composé de 15 arches et long de 434 m. En 1978, le tiers de l'ouvrage s'effondra ; le pont fut remis en service en 1982. Ville-porte du Parc naturel régional Loire-Anjou-Touraine Ville fleurie fleurs                                                                              |
|       | 9,9 km                         |          |  | |
|       |                                |          |  | |
|       | Vouvray 3 083 hab.             | 85 m     |  | Château de Moncontour Musée du vin (écomusée) Spécialités locales : Rillettes et rillons (rillettes non hachées) aromatisés au Vouvray Vignoble : Vouvray (AOC) Foire aux vins (de Vouvray), mi-août |
|       | 16,3 km                        |          |  | |
|       |                                |          |  | |
|       | Amboise 13 063 hab.            | 90 m     |  | Château d'Amboise Image ? Manoir du Clos Lucé |
|       | 17,8 km                        |          |  | |

### EnLoir-et-Cher
| Picto | Localité ou site ———– Distance | Altitude |  | Description |
|       |                                |          |  | |
|       | Chaumont 1 031 hab.            | 88 m     |  | Château de Chaumont-sur-Loire inscrit au patrimoine mondial de l'humanité par l’UNESCO Image ? Parc ? Jardin expérimental |
|       | 32,7 km                        |          |  | |
|       |                                |          |  | |
|       | Chambord 185 hab.              | 101 m    |  | Château de Chambord classé MH Image ? Le château est inscrit au Patrimoine mondial de l'UNESCO                            |
|       | 22,8 km                        |          |  | |

### Dans leLoiret
| Picto | Localité ou site ———– Distance | Altitude |  | Description |
|       |                                |          |  | |
|       | Beaugency 7 584 hab.           | 98 m     |  | Loire Imposant donjon de 36 m de haut XIe Image ? Abbatiale Notre-Dame XIIe (nef à collatéraux, transept court) Église Saint-Étienne enregistrée MH Écomusée de la vie locale Hôtel de ville renaissance XVIe (qq belles tapisseries) Pont routier (pierre et béton armé) de 24 arches et 460 m de long datant du début du XVIe. Sa remise en état nécessita d’importants travaux. Ville fleurie fleurs Rémi 45 8 9 |
|       | 25,7 km                        |          |  | |
|       |                                |          |  | |
|       | Orléans 113 130 hab.           | 107 m    |  | Loire, canal d'Orléans Cathédrale Sainte-Croix d'Orléans classée MH Image ? Église Notre-Dame-de-Recouvrance classée MH Musée des beaux-arts et muséum des sciences naturelles Reproduction de la maison de Jeanne d'Arc Pont George V et Pont de l'Europe Parc Pasteur • Jardin des plantes Parc floral de la Source et source du Loiret Fabrication de vinaigre Spécialités locales : cotignac d'Orléans (pâte à base de gelée de coing) • macarons aux fruits d'Orléans Vignobles : Orléans (AOC) • Orléans-cléry (AOC) Fêtes johanniques ? 8 mai Festival de jazz d'Orléans ? mois de juin Gare d'Orléans Rémi 45 et TAO |
|       | 18,4 km                        |          |  | |
|       |                                |          |  | |
|       | Jargeau 4 288 hab.             | 103 m    |  | Loire Image ? Église paroissiale Saint-Étienne partiellement classée MH Musée Oscar Roty Andouille de Jargeau Carnaval Camping de l'île aux moulins Maison du cordon Rémi 45 3 7 |
|       | 39,9 km                        |          |  | |
|       |                                |          |  | |
|       | Saint-Gondon 1 031 hab.        | 141 m    |  | Loire, Aquiaulne Image ? Prieuré avec son logis prioral XVe inscrit MH Ruines du donjon de la Motte XIe. inscrites MH Église Saint-Gondon XIe et XVIe Menhir des Pierres longues Andouille Rémi 45 2 7 |
|       | 8,8 km                         |          |  | |
|       |                                |          |  | |
|       | Gien 15 495 hab.               | 154 m    |  | Loire Château de Gien Image ? Église Sainte-Jeanne-d'Arc XXe classée MH Musée international de la chasse Image ? Vieux pont XVIIIe et viaduc XIXe Faïencerie de Gien Gare de Gien Rémi 45 2 3 7 Ville fleurie fleur |
|       | 10,9 km                        |          |  | |
|       |                                |          |  | |
|       | Briare 5 660 hab.              | 156 m    |  | Loire, canal de Briare, canal latéral à la Loire Pont-canal de Briare Image ? Église Saint-Étienne de Briare inscrit MH Château de Trousse-Barrière Musée de la mosaïque et des émaux de Briare émaux de Briare Gare de Briare Rémi 45 3 Ville fleurie fleurs |
|       | 11,4 km                        |          |  | |
|       |                                |          |  | |
|       | Bonny-sur-Loire 2 032 hab.     | 160 m    |  | Loire Pont suspendu Image ? Église Saint-Aignan Rémi 45 3 Ville fleurie fleurs |
|       | 19,5 km                        |          |  | |

### Dans laNièvre
| Picto | Localité ou site ———– Distance    | Altitude |  | Description |
|       |                                   |          |  | |
|       | Cosne-Cours-sur-Loire 11 185 hab. | 195 m    |  | Église Saint-Jacques classée MH Église Saint-Aignan classée MH Ville fleurie fleurs |
|       | 16,9 km                           |          |  | |
|       |                                   |          |  | |
|       | Pouilly-sur-Loire 1 767 hab.      | 194 m    |  | Voie romaine |
|       | 13,2 km                           |          |  | |
|       |                                   |          |  | |
|       | La Charité-sur-Loire 5 366 hab.   | 184 m    |  | Abbatiale Notre-Dame XIe siècle-?XIIe siècle, déclarée patrimoine de l’UNESCO. Déambulatoire à chapelles rayonnantes du XIIe siècles. Image ? La cité est située sur « Les Chemins de Saint-Jacques-de-Compostelle », la via Lemovicensis en provenance de Vézelay. Ville fleurie fleurs |
|       | 25,4 km                           |          |  | |
|       |                                   |          |  | |
|       | Nevers 38 496 hab.                | 203 m    |  | Ville d'art et d'histoire Palais ducal XVe siècle-?XVIe siècle classé MH Image ? Cathédrale Saint-Cyr-et-Sainte-Julitte classée MH Église Saint-Étienne classée MH Ville fleurie fleurs                                                                                                  |
|       | 29,8 km                           |          |  | |
|       |                                   |          |  | |
|       | La Machine 3 563 hab.             | 243 m    |  | Étang Grenetier Musée de la mine |
|       | 8,2 km                            |          |  | |
|       |                                   |          |  | |
|       | Decize 5 975 hab.                 | 213 m    |  | Ruines du château des comtes et ducs de Nevers Église Saint-Aré, la crypte et le chœur datent du VIIe siècles., la majeure partie de l'église du XIIe siècles. classée MH Ville fleurie fleurs                                                                                           |
|       | 36,7 km                           |          |  | |

### EnSaône-et-Loire
| Picto | Localité ou site ———– Distance | Altitude |  | Description |
|       |                                |          |  | |
|       | Bourbon-Lancy 5 634 hab.       | 274 m    |  | Eaux thermales Patrimoine médiéval : beffroi, Vieux Quartier et rempart Château du Vignault (ne se visite pas) Églises de Bourbon-Lancy Musée du Breuil (archéologique) • Musée de la machine agricole • Musée des métiers du bois Ville fleurie fleurs |
|       | 18,2 km                        |          |  | |

### Dans l’Allier
| Picto | Localité ou site ———– Distance  | Altitude |  | Description |
|       |                                 |          |  | |
|       | Dompierre-sur-Besbre 3 477 hab. | 239 m    |  | Abbaye de Sept-Fons, sur la commune voisine de Diou ? Confitures, compléments alimentaires à partir de germe de blé Parc d'attractions et animalier Le Pal |
|       | 25,0 km                         |          |  | |
|       |                                 |          |  | |
|       | Bert 273 hab.                   | 386 m    |  | |
|       | 24,0 km                         |          |  | |
|       |                                 |          |  | |
|       | Arfeuilles 710 hab.             | 565 m    |  | |
|       | 16,3 km                         |          |  | |
|       |                                 |          |  | |
|       | Le Mayet-de-Montagne 1 598 hab. | 648 m    |  | Lac des Moines et sa zone de loisirs |
|       | 15,7 km                         |          |  | |
|       |                                 |          |  | |
|       | Lavoine 173 hab.                | 958 m    |  | Rocher Saint-Vincent (possibilité d'escalade) |
|       | 21,0 km                         |          |  | |

### Dans lePuy-de-Dôme
| Picto | Localité ou site ———– Distance | Altitude |  | Description |
|       |                                |          |  | |
|       | Chabreloche 1 279 hab.         | 755 m    |  | |
|       | 44,3 km                        |          |  | |
|       |                                |          |  | |
|       | Pierre-sur-Haute               | 1634 m   |  | Point culminant des monts du Forez. Par beau temps, on peut y apercevoir les Alpes, le Plomb du Cantal, les monts Dore et le Puy de Dôme (Chaîne des Puys) . On y arrive en passant par le col du Béal à 1387 m et on traverse les Hautes Chaumes du Forez. L'accès au sommet est également possible en télésiège à partir de la station de montagne de Chalmazel (hors GR - versant département Loire) |
|       | 41,6 km                        |          |  | |
|       |                                |          |  | |
|       | Saint-Anthème 809 hab.         | 1165 m   |  | |
|       | 21,8 km                        |          |  | |

### Dans laLoire
| Picto | Localité ou site ———– Distance | Altitude |  | Description |
|       |                                |          |  | |
|       | Saint-Bonnet-le-Château        | 866 m    |  | Le GR3 passe par Estivareilles, à proximité de Saint-Bonnet-le-Château. Collégiale Saint-Bonnet de Saint-Bonnet-le-Château. Peintures murales, bibliothèque (incunables) |
|       | 26,2 km                        |          |  | |

### Dans laHaute-Loire
| Picto | Localité ou site ———– Distance | Altitude |  | Description |
|       |                                |          |  | |
|       | Monistrol-sur-Loire 8 444 hab. | 654 m    |  | Château des Évêques-du-Puy Ville fleurie fleurs |
|       | 20,8 km                        |          |  | |
|       |                                |          |  | |
|       | Retournac 2 293 hab.           | 772 m    |  | Site archéologique de la Grotte de Cottier (fermée au public) |
|       | 14,1 km                        |          |  | |
|       |                                |          |  | |
|       | Vorey-sur-Arzon 1 451 hab.     | 729 m    |  | |
|       | 21,5 km                        |          |  | |
|       |                                |          |  | |
|       | Le Puy-en-Velay 19 976 hab.    | 744 m    |  | Ville d'art et d'histoire Départ de la via Podiensis (ou route du Puy), un des itinéraires du pèlerinage de Saint-Jacques-de-Compostelle Cathédrale Notre-Dame du Puy XIIe siècles. Témoignage de la richesse passée de l’art roman. Point de rassemblement des pèlerins Chapelle Saint-Michel, sur la commune d'Aiguilhe, bâtie sur un piton volcanique En illustration Musée Crozatier Dentelle du Puy Verveine verte du Puy, digestif alcoolisé produit depuis 1859 Lentille AOC verte |
|       | 11,4 km                        |          |  | |
|       |                                |          |  | |
|       | Solignac-sur-Loire 1 190 hab.  | 886 m    |  | Cascade de la Beaume située dans la forêt d’Agizoux, riche de pins maritimes acclimatés et ormes champêtres, à 900 m d'altitude. Au pied de la falaise basaltique se sont formés des abris, occupés dès la préhistoire. Gisement archéologique de la vallée de la Beaume |
|       | 15,1 km                        |          |  | |
|       |                                |          |  | |
|       | Goudet 63 hab.                 | 876 m    |  | Château de Beaufort en ruines inscrit MH Lac du Bouchet (lac volcanique), altitude : 1 205 m. Site classé En illustration Croisements avec le GR40 et le chemin de Robert Louis Stevenson ou GR70. |
|       | 7,9 km                         |          |  | |
|       |                                |          |  | |
|       | Arlempdes 114 hab.             | 968 m    |  | Paysage magnifique dominé par de superbes coulées basaltiques, parfois sous forme d’orgues. Église Saint-Pierre XIIe siècle, XIIIe siècle et XVIe siècle. classée MH Croix monumentale XVe siècle classée MH Ruines du château fort XIIIe siècle-? XVIe siècle., perchées sur un piton rocheux (dyke volcanique) surplombant la Loire d'une centaine de mètres inscrites MH |
|       | 23,1 km                        |          |  | |

### Dans l’Ardèche
| Picto | Localité ou site ———– Distance | Altitude |  | Description |
|       |                                |          |  | |
|       | Le lac d’Issarlès              | 1000 m   |  | Lac volcanique |
|       | 21,4 km                        |          |  | |
|       |                                |          |  | |
|       | Le mont Gerbier de Jonc        | 1551 m   |  | Protubérance phonolitique témoignant d'un passé volcanique actif (8 000 000 d'années). Image ? Symbole des sources de la Loire. Site touristique Site classé, extraordinaire richesse naturelle et sauvage. Spécialité locale : Fin gras du Mézenc (AOC de viande) |
|       |                                |          |  | |

 Les distances affichées entre les noms de localités ou sites sont fournies par le service en ligne Google Maps pour un itinéraire à pied ne prenant pas forcément en compte le tracé du GR. Ces valeurs sont donc très approximatives mais donnent un ordre de grandeur.
| Suivre les sentiers balisés en blanc et rouge : | \| ¦¦¦¦¦¦¦¦¦ \| |
| ¦¦¦¦¦¦¦¦¦                                       |                 |

|                                  |                          |                 |                            |
| La porte Saint-Michel à Guérande | Canal latéral à la Loire | Le Puy-en-Velay | Le mont Mézenc à l'horizon |